# R. J. Mitchell
R. J. Mitchell war ein irischer Astronom, welcher in den 1850er Jahren aktiv war. Von 1852 bis 1855 war er  Assistent von William Parsons, 3. Earl of Rosse, mit dem er gemeinsam neue Objekte entdeckte, die später in Dreyer’s New General Catalogue aufgenommen wurden. Nach William Parsons Aussage war R. J. Mitchell ein außerordentlich vorsichtiger und sorgfältiger Beobachter und nach Dreyer der Entdecker vieler Objekte, deren Beschreibungen von seinem Arbeitgeber veröffentlicht worden sind. 1855 hat er die erste detaillierte Zeichnung des Crab-Nebels hergestellt.